# Manuel Soler i Alegre
|  | «Manuel Soler» redirigeix aquí. Vegeu-ne altres significats a «Manuel Soler (desambiguació)». |

Manuel Soler i Alegre   (Barcelona, 9 de març de 1957 - Sant Quirze Safaja, 20 de gener de 2021) fou un pilot de trial català que va destacar en competició internacional durant la dècada del 1970 i començaments de la del 1980, en què esdevingué un dels competidors principals del campionat del món de trial. El 1976 va esdevenir el primer català a situar-se entre els 10 primers classificats en aquest campionat i el 1979, gràcies a la seva victòria al trial de Finlàndia amb la Bultaco Sherpa T, el primer català a guanyar-ne una prova puntuable. Al llarg de la seva carrera en va arribar a guanyar un total de quatre (a més de la de 1979, en va guanyar tres el 1981 amb la Montesa Cota 349). A banda, va guanyar quatre campionats d'Espanya consecutius entre el 1974 i el 1977, el primer a només 17 anys.
Durant la seva etapa d'activitat esportiva se'l coneixia amb el malnom afectuós de monstruet (en castellà, "El Monstruito") pel seu alt nivell i precocitat. El seu efectiu estil de pilotatge es caracteritzava per un gran sentit de l'equilibri i dosificació del cop de gas.

## Biografia
Manuel Soler era fill de Joan Soler i Bultó (nebot de Francesc Xavier Bultó i un dels pioners del trial a la península Ibèrica). Era renebot, per tant, del fundador de Bultaco i cosí segon del 4 vegades campió d'Espanya de trial Ignasi Bultó. Així doncs, ja de ben petit va aprendre del seu pare i del seu cosí tots els secrets del trial.
Manuel Soler va començar a practicar el trial a edat primerenca, amb motocicletes que el seu pare i el seu besoncle havien fet per als fills de la família Bultó. Les primeres motos equipaven motor "Mosquito" i després Mymsa i se'n van fer tot just 10 o 12 unitats. A mesura que Soler anava creixent se li anaven adaptant models comercials, principalment Bultaco Lobito, a la seva manera de pilotar. Quan ja va poder conduir les Bultaco Sherpa T va començar a disputar curses oficials, però fora de concurs amb el dorsal "X" per la seva curta edat.
El 1974, a 17 anys, va guanyar el seu primer Campionat d'Espanya de trial (amb set victòries de set curses disputades), títol que revalidaria els següents tres anys fins que Toni Gorgot el va vèncer el 1978. El 1979 va guanyar el Gran Premi de Finlàndia, esdevenint així el primer català a guanyar una prova puntuable per al Campionat del Món de trial. L'any 1980 Bultaco va entrar en crisi profunda i Soler es va veure empès a contracor a abandonar la marca del seu besoncle Don Paco i va fitxar per la també catalana Montesa.

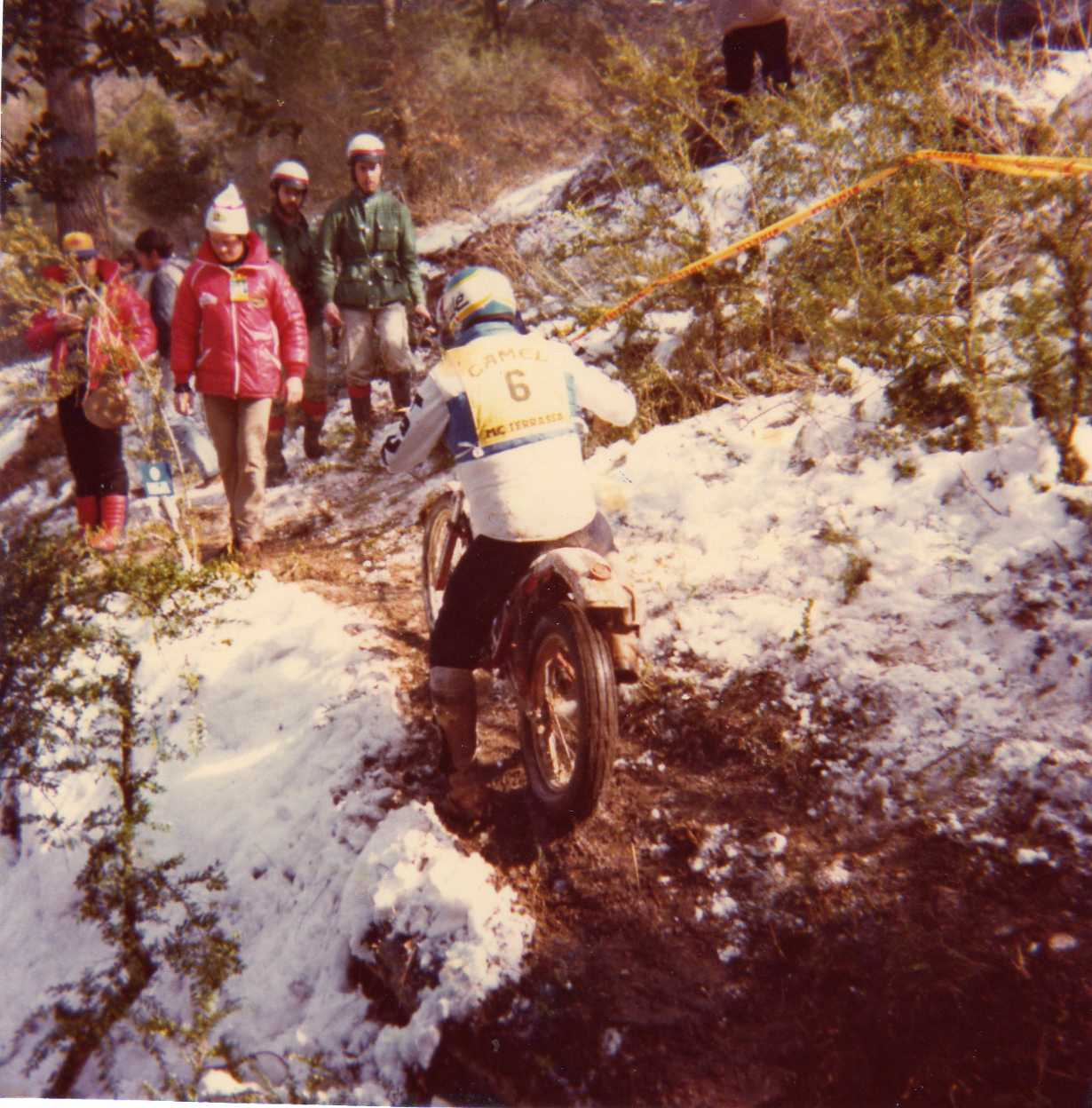
Manuel Soler al Trial de Sant Llorenç de 1981

Amb la Cota 349, Soler va protagonitzar la seva millor temporada al mundial el 1981, en què acabà en cinquena posició final després d'obtenir tres victòries durant el campionat. El català va començar la temporada liderant la classificació provisional del mundial en guanyar-ne la primera prova puntuable, el Trial de Sant Llorenç –disputat aquell any pels voltants de Mura, al Bages–, fins que Eddy Lejeune el va superar en guanyar la següent ronda, a Bèlgica, on Soler fou quart; Soler va tornar a guanyar més tard a Àustria i Alemanya i va ser tercer a Finlàndia, però no va poder puntuar en quatre proves (Irlanda, França, Itàlia i Txecoslovàquia) i només va obtenir un punt als Estats Units. Soler va tenir mala sort en quasi totes aquestes ocasions, ja que a Irlanda va caure el dia abans mentre s'entrenava i es va lesionar la columna, a França i Itàlia, la moto va fallar en provar-hi modificacions precipitades i a Txecoslovàquia va entrar fora de temps a causa d'una organització deficient. Els punts que va perdre el van deixar despenjat de la lluita pel títol, però malgrat tot, el seu cinquè lloc final era el millor resultat obtingut per un català al mundial fins aleshores. L'any següent, 1982, Soler no va poder prendre'n la revenja en patir una recaiguda d'una lesió de genoll mal guarida, que només li va permetre de participar en les tres primeres proves del campionat.
El 1983, ja en el declivi de la seva carrera esportiva i amb problemes crònics al genoll, Soler va fitxar per la marca catalana Merlin, pilotant la seva motocicleta al campionat espanyol i mundial. Acabada la temporada, es retirà de les competicions definitivament.

### La Sherpa «Manuel Soler»

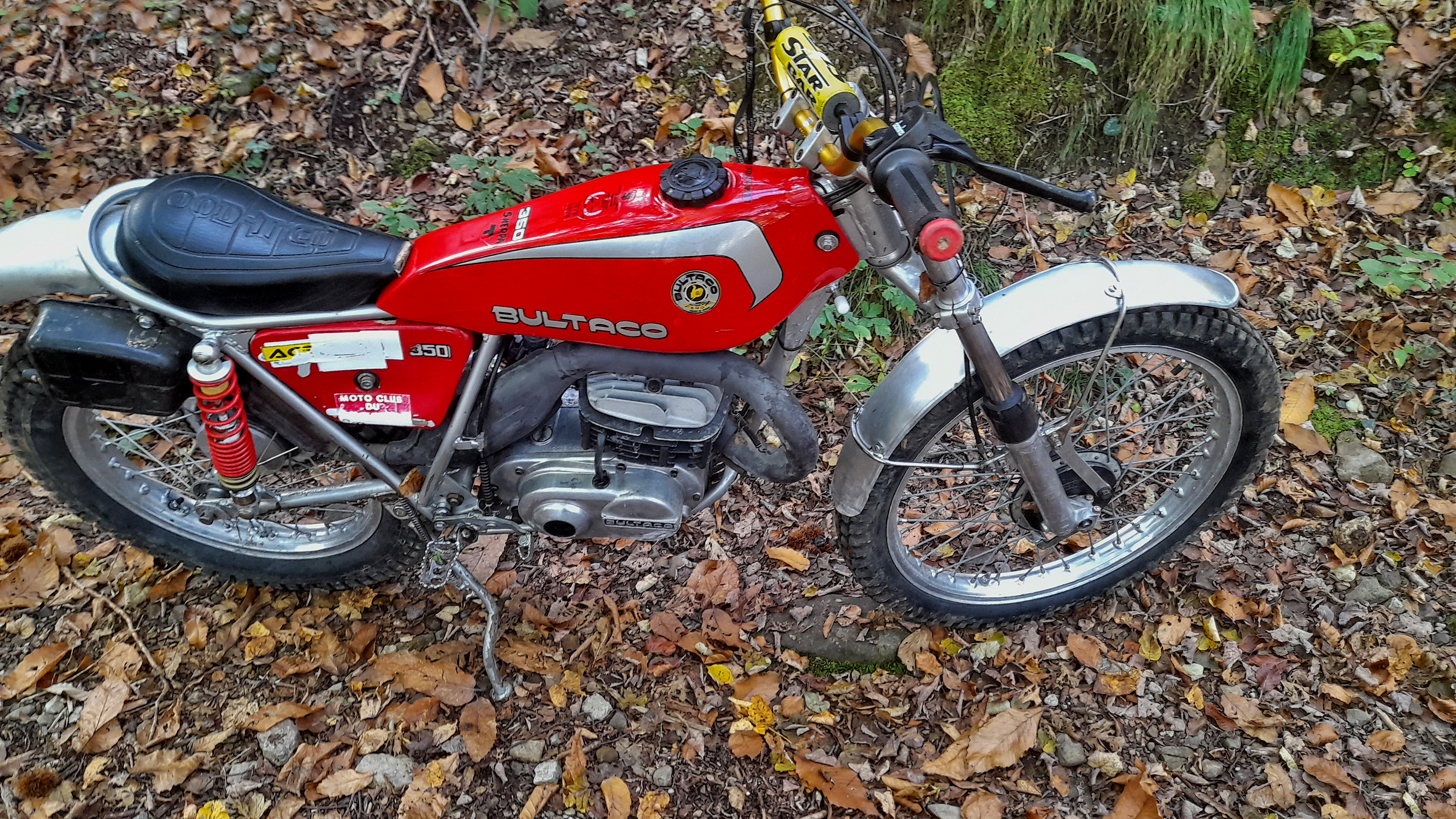
Una Bultaco Sherpa T 350 dels volts de 1976, la "Manuel Soler"

Malgrat que Bultaco mai no va donar aquesta denominació a cap dels seus models, popularment es coneixia com a Sherpa Manuel Soler el model de Sherpa T sorgit de l'evolució de les Sherpa Kit Campió a final de 1974, que recollia les aportacions, entre altres pilots, de Manuel Soler. Aquestes Sherpa es comercialitzaren el 1975 i es caracteritzaven per abandonar el característic dipòsit amb ratlla blanca inferior, seient i tapes laterals d'una sola peça (a l'estil de les Cota de Montesa), passant a muntar dipòsit, seient i tapes laterals per separat, amb ratlla platejada superior al dipòsit. Amb els anys aquest model va evolucionar cap a les Sherpa amb dipòsit de polipropilè (primer vermelles i al final blaves).

## Mort
Manuel Soler es va morir d'una aturada cardíaca a la seva residència de Sant Quirze Safaja el 20 de gener del 2021, a l'edat de 63 anys.
Amb motiu de la seva mort, l'ex-campió del món i gran amic seu Bernie Schreiber va declarar:
| «                                                   | En Manuel va ser un dels pilots del mundial amb més talent de la seva època. El seu estil era únic i suau i en vaig aprendre molt d'ell. Quan li sortia bé una zona, dèiem "només en Manuel ho pot fer". Tot un senyor amb una profunda passió per l'esport del trial i els esports del motor. | » |
| — Bernie Schreiber, FIM Communications (21/1/2021). | |   |

## Palmarès
| Any             | Motocicleta     | Campionat del Món | Victòries en GP | Victòries en GP | Campionat d'Espanya |  |
| --------------- | --------------- | ----------------- | --------------- | --------------- | ------------------- |  |
| 1974            | Bultaco         | -                 | -               |                 | 1r                  |  |
| 1975            | Bultaco         | 12è               | -               |                 | 1r                  |  |
| 1976            | Bultaco         | 7è                | -               |                 | 1r                  |  |
| 1977            | Bultaco         | 8è                | -               |                 | 1r                  |  |
| 1978            | Bultaco         | 10è               | -               |                 | 2n                  |  |
| 1979            | Bultaco         | 8è                | 1               | FIN             | 2n                  |  |
| 1980            | Bultaco/Montesa | 6è                | -               |                 | 4t                  |  |
| 1981            | Montesa         | 5è                | 3               | ESP, AUT i GER  | 2n                  |  |
| 1982            | Montesa         | 16è               | -               |                 | 6è                  |  |
| 1983            | Merlin          | 12è               | -               |                 | 6è                  |  |
| Total victòries | Total victòries |                   | 4               |                 |                     |  |
| Total títols    | Total títols    | 0                 |                 |                 | 4                   |  |

Notes
1. ↑  Fins al 1974 el campionat era d'Europa i a partir de 1975 va passar a anomenar-se Campionat del Món
2. ↑  Al total de títols s'hi compten tots els campionats estatals guanyats